# Яріабад (Марказі)
Яріабад (перс. ياري اباد) — село в Ірані, у дегестані Ак-Кагріз, у бахші Новбаран, шагрестані Саве остану Марказі. За даними перепису 2006 року, його населення становило 0 осіб.

## Клімат
Середня річна температура становить 8,11°C, середня максимальна – 25,04°C, а середня мінімальна – -11,32°C. Середня річна кількість опадів – 262 мм.
| Клімат поселення                              | Клімат поселення | Клімат поселення | Клімат поселення | Клімат поселення | Клімат поселення | Клімат поселення | Клімат поселення | Клімат поселення | Клімат поселення | Клімат поселення | Клімат поселення | Клімат поселення | Клімат поселення |
| Показник                                      | Січ.             | Лют.             | Бер.             | Квіт.            | Трав.            | Черв.            | Лип.             | Серп.            | Вер.             | Жовт.            | Лист.            | Груд.            |                  |
| Середній максимум, °C                         | 2,59             | 3,57             | 6,28             | 13,37            | 18,67            | 23,65            | 25,04            | 25,03            | 21,13            | 16,02            | 9,88             | 4,57             |                  |
| Середня температура, °C                       | −4,37            | −3,39            | −0,69            | 6,41             | 11,72            | 16,69            | 19,91            | 19,90            | 16,00            | 10,90            | 4,76             | −0,56            |                  |
| Середній мінімум, °C                          | −11,32           | −10,35           | −7,64            | −0,55            | 4,77             | 9,74             | 14,78            | 14,77            | 10,87            | 5,76             | −0,38            | −5,7             |                  |
| Норма опадів, мм                              | 30               | 34               | 51               | 43               | 37               | 6                | 3                | 1                | 0                | 10               | 19               | 28               |                  |
| Середньомісячна швидкість вітру, м/с          | 1.52             | 2.22             | 2.28             | 2.61             | 2.34             | 2.08             | 2.00             | 1.94             | 1.88             | 1.81             | 1.61             | 1.75             |                  |
| Середньомісячна сонячна радіація, кДж/м²·день | 8775             | 11518            | 14086            | 17758            | 21841            | 26612            | 26080            | 23675            | 20455            | 14827            | 10504            | 8453             |                  |
| --------------------------------------------- | ---------------- | ---------------- | ---------------- | ---------------- | ---------------- | ---------------- | ---------------- | ---------------- | ---------------- | ---------------- | ---------------- | ---------------- | ---------------- |
| Джерело:                                      |                  |                  |                  |                  |                  |                  |                  |                  |                  |                  |                  |                  |                  |